# Национален разкол
Национален разкол (на гръцки: Εθνικός Διχασμός), понякога и Национална схизма, е период в историята на Гърция, по време на който настъпват серия разногласия между гръцкия крал Константинос I и либералния премиер на страната Елефтериос Венизелос относно външната политика на държавата в периода 1910 - 1922 година, като връхна точка е въпросът е дали Гърция трябва да вземе участие в Първата световна война. Венизелос се застъпва за присъединяване на Гърция към Антантата, докато кралят настоява Гърция да остане неутрална, което би благоприятствало плановете на Централните сили.

## История
Кралят и управляващата около него Гърция върхушка, при избухването на Първата световна война, се застъпват за твърд неутралитет на страната, предвид успешното задържане и усвояване на териториалните придобивки от участието на Гърция в Балканските войни, а това е предимно Егейска Македония, заедно с Епир и района на Еласона, т.е. онова което по принцип (но не само) се разбира според гръцкото обществено мнение като Северна Гърция. Твърдо на тази позиция е и бъдещият диктатор Йоанис Метаксас.
От друга страна, гръцките националисти споделящи Мегали идеята считат, че Гърция с последните си териториални придобивки не е осъществила националния си идеал, оставяйки компактни гръцки общности извън границите си - като Йония със Смирна, Западна и Източна Тракия, както и евентуално Цариград. Все пак, в Гърция осъзнават че суверенитета над Цариград е по-скоро мираж най-вече заради геостратегическото значение на черноморски проливи. Както се оказва по-късно и след разсекретяването на руските държавни архиви от болшевиките, Великобритания и Франция са договорили контрола на проливите да бъде предоставен на Руската империя, заради участието на последната на страната на Антантата. В случая по отношение на териториалните претенции, пред Гърция има и една обективна пречка - гръцкото население поради исторически насложилите се дадености е изключително разпръснато и некомпактно териториално, поради което гръцките националисти трудно формулират и обосновават конкретните си териториални искания. Най-тежкото обвинение срещу краля е, че поради родството му с германската управляваща династия /женен за сестрата на кайзер Вилхелм II/ е предал гръцките национални интереси. От друга страна, монархистите обвиняват националистите, че амбициите им са утопични и не се опират на реалистични възможности и военния потенциал на Гърция.
С началото на Първата световна война Венизелос на практика създава отделна държава във и около Солун. Получава подкрепа от Антантата, след което държавата е на практика разделена на две части. След въоръжени сблъсъци между войници от Антантата и роялистки войски в Атина по време на ноемврийските събития, крал Константин е принуден да абдикира. Тези събития позволяват на Венизелос да оглави страната.
Успешният завършек на ПСВ за силите на Антантата още повече ентусиазира Венизелос и неговите последователи. Въпреки това, гръцкото общество е уморено и изтощено от войната и не вижда смисъл в продължаването ѝ, което обаче на практика и е наложено от малоазийското опълчение на кемалистите в района на Смирна. През ноември 1920 г. на парламентарните избори роялистите в Гърция печелят убедителна победа и след проведен референдум монархията е възстановена, като крал Константин I се връща на престола. Лошото е обаче, че въпреки нежеланието си, кралят е принуден от наследените обстоятелства да продължи войната в Мала Азия срещу кемалистите до успешния ѝ край, най-малкото за да може да запази гръцкия суверенитет над Йония със Смирна (по това време Смирна е най-големият гръцки град в света), а посредством това и короната си. Следва гръцката военна и всякаква малоазийска катастрофа.